# Mérulaxe de Caracas
Espèce
Statut de conservation UICN

 LC  : Préoccupation mineure
Le Mérulaxe de Caracas (Scytalopus caracae) est une espèce de passereaux de la famille des Rhinocryptidae présents en Bolivie et au Venezuela.